# William Oefelein
William Anthony "Bill" Oefelein, född 29 mars 1965 i Fort Belvoir, Virginia,  en amerikansk astronaut. Han blev uttagen i astronautgrupp 17 den 4 juni 1998  och avskedades den 1 juni 2007  i efterdyningarna av affären med Lisa M. Nowak.

## Karriär
Oefelein har mer än 3000 flygtimmar i över 50 olika flygplanstyper. STS-116, där han var pilot, var hans första rymdresa. 

## Rymdfärder
- STS-116

## Rymdfärdsstatistik
| Färd    | Datum                | Tid       | EVA     |
| ------- | -------------------- | --------- | ------- |
| STS-116 | 9 - 22 december 2006 | 308:44:24 | 0:00:00 |
| Totalt  | Totalt               | 308:44:24 | 0:00:00 |

## Familj
Oefelein har två barn med Michaella Davis, som han gifte sig med 1988 och skilde sig från 2005.
Oefelein friade till Colleen Shipman 20 juni 2009 och paret planerar att gifta sig under 2010 i Pennsylvania, Shipmans hemstat.